# Tlacaquipa
Tlacaquipa är en ort i Mexiko.   Den ligger i kommunen Cuetzala del Progreso och delstaten Guerrero, i den södra delen av landet, 150 km sydväst om huvudstaden Mexico City. Tlacaquipa ligger 1 542 meter över havet och antalet invånare är 757.
Terrängen runt Tlacaquipa är kuperad, och sluttar västerut. Runt Tlacaquipa är det ganska glesbefolkat, med 27 invånare per kvadratkilometer. Närmaste större samhälle är Apaxtla de Castrejón, 12,4 km sydväst om Tlacaquipa. I omgivningarna runt Tlacaquipa växer huvudsakligen savannskog.